# Apocephalus minutus
Apocephalus minutus är en tvåvingeart som beskrevs av Borgmeier 1958. Apocephalus minutus ingår i släktet Apocephalus och familjen puckelflugor. Inga underarter finns listade i Catalogue of Life.